# Partridge (Kansas)
Partridge es una ciudad ubicada en el condado de Reno en el estado estadounidense de Kansas. En el año 2010 tenía una población de 248 habitantes y una densidad poblacional de 206,67 personas por km².

## Geografía
Partridge se encuentra ubicada en las coordenadas 37°58′2″N 98°5′29″O / 37.96722, -98.09139 (37.967308, -98.091511).

## Demografía
Según la Oficina del Censo en 2000 los ingresos medios por hogar en la localidad eran de $28,125 y los ingresos medios por familia eran $35,000. Los hombres tenían unos ingresos medios de $23,750 frente a los $16,719 para las mujeres. La renta per cápita para la localidad era de $13,754. Alrededor del 5.2% de la población estaban por debajo del umbral de pobreza.